# ندیم کریم المقصوصی
ندیم کریم المقصوصی (عربی: نديم كريم المحيسن المقصوصي؛ زادهٔ ۱ ژانویهٔ ۱۹۸۹) یک بازیکن فوتبال اهل عراق است.
از باشگاه‌هایی که در آن بازی کرده‌است می‌توان به النفط، دهوک، الشرطه، نیروی هوایی عراق، باشگاه السویق، تیم ملی فوتبال زیر ۲۳ سال عراق، تیم ملی فوتبال عراق، و سیزم اشاره کرد.
وی همچنین در تیم‌های ملی فوتبال تیم ملی فوتبال زیر ۲۳ سال عراق و تیم ملی فوتبال عراق بازی کرده است.